# Summer Games II
Summer Games II ist ein Sport-Computerspiel, das 1985 von der Spielefirma Epyx für den Commodore 64 entwickelt wurde (in Europa von der Firma U.S. Gold veröffentlicht). Es ist die Fortsetzung von Summer Games von 1984 und wurde ebenfalls von Randy Glover bei der Firma Epyx entwickelt.

## Spielmechanik
Das Spiel ist für bis zu acht Spieler ausgelegt, die unterschiedliche Nationalitäten annehmen können. Jeder kann in den unterschiedlichen Sportarten versuchen, den ersten Platz zu erreichen.
Es stehen acht verschiedene Sportarten zur Auswahl:
- Dreisprung (Triple jump)
- Hochsprung (High jump)
- Rudern (Rowing)
- Speerwerfen (Javelin throw)
- Springreiten (Equestrian)
- Fechten (Fencing)
- Kajak (Kayaking)
- Radfahren (Cycling)

Es besteht auch die Möglichkeit, die Disziplinen von Summer Games auszuwählen (wenn man das Vorgängerspiel besitzt), um die Spieldauer zu verlängern.
Nach der Auswahl einer Nation haben die Spieler die Möglichkeit, entweder in allen Disziplinen nacheinander anzutreten, nur in ausgewählten Disziplinen anzutreten oder eine einzelne Disziplin zu üben. Die Highscores werden in allen Disziplinen separat gespeichert, wodurch der Spieler motiviert wird, sein Können in den verschiedenen Disziplinen kontinuierlich zu trainieren, um den Highscore zu übertreffen.

## Portierungen
Das Spiel wurde für die folgenden Systeme veröffentlicht: Amiga, Amstrad CPC, Apple II, Apple IIGS, Atari ST, Commodore 64, MSX, NES, PC und ZX Spectrum. Im Jahre 2008 wurde es nochmals auf der Virtual Console von Nintendo herausgebracht.
Die ursprüngliche C64-Version von Summer Games II wurde 1985 von Scott Nelson, Jon Leupp, Chuck Sommerville, Kevin Norman, Michael Kosaka und Larry Clague entwickelt. Im selben Jahr gab es eine Apple-2-Version von John Stouffer, Jeff Webb, Doug Matson, Greg Broniak, Tim Grost, Matt Decker, Vera Petrusha, Ken Evans, Pat Findling, Dr. Keith Dreyer und Chris Oesterling.
Ein Jahr später wurde Summer Games II auf den IBM-PC von Phil Suematsu, Jeff Grigg, Don Hill und Jimmy Huey portiert. Einstein und Steve Hawkes portierten es auf den Sinclair Spectrum und Amstrad CPC. 1992 wurde das Spiel von Adam Steele, Phillip Morris und Dave Lowe auf den Atari ST und den Amiga portiert.